# Associatie Surinaamse Taalgemeenschappen
De Associatie (van) Surinaamse Taalgemeenschappen (AST) is een Surinaamse overkoepelende vereniging die zich richt op de bevordering van de 26 talen in Suriname.

## Geschiedenis
De Henri Frans de Ziel-stichting nam het initiatief en kondigde de oprichting aan op 21 februari 2021, de Internationale Dag van de Moedertaal. De oprichtingsverklaring werd op 24 mei 2021 in Sana Budaya door vertegenwoordigers van negen organisaties ondertekend, om de beurt omdat toen de coronacrisis in Suriname nog gaande was. Franklin Jabini trad aan als eerste voorzitter.

## Aangesloten organisaties
De organisaties die zich aan de oprichting committeerden zijn per taalgebied:
(Surinaams-)Nederlands
- Vereniging van Neerlandici in Suriname

Sranantongo
- Gemeenschapswerk NAKS

Hindi
- Suriname Hindi Parishad

Javaans
- Instituut voor de Javaanse taal in Suriname (Jatas)
- Vereniging Herdenking Javaanse Immigratie (VHJI)

Aukaans
- Werkgroep Aucaanse taal

Saramaccaans
- Stichting Saamaka Akademiya

Inheemse talen
- Vereniging Inheemse Dorpshoofden Suriname (VIDS) (inheemse talen)

## Doelen
Er zijn enkele taalrechten beschermd in artikel 8 lid 2 van de Surinaamse grondwet. De associatie legt zich ten aanzien van de talen in Suriname daarbovenop toe op de bevordering van onderzoek, documentatie, regulering,  wettelijke erkenning, behoud, voorkoming van uitsterven, lexica, gebruik, onderwijs en spreekvaardigheid. Bij haar leden streeft ze haar doelstellingen na, door onderzoek te stimuleren over hun eigen taalgebieden.
Verder wil de associatie de talen via activiteiten onder aandacht van de gemeenschap brengen, bijvoorbeeld door in 2021 tijdens de herdenkingsdag van Hindoestaanse immigratie kinderen via de media te laten groeten en zich voor te stellen in het Sarnami Hindoestani en Hindi. In 2024 werd extra nadruk gelegd op het reguleren van de spelling van het Aukaans en Saramaccaans.